# Кегель, Арнольд
А́рнольд Ке́гель (нем. Arnold Henry Kegel, 24 февраля 1894 года, Лансинг, округ Алламаки, штат Айова, США — 1 марта 1972 года) — американский гинеколог с немецкими корнями середины XX века. Был профессором гинекологии на Медицинской кафедре в Университете Южной Калифорнии.

## Научная деятельность
В 1947 году Кегель запатентовал тренажёр Промежностометр или Перинеометр Кегеля, с помощью которого можно было измерять силу мышц промежности и тазового дна.
В 1952 году учёный разработал «упражнения Кегеля», направленные на тренировку мышц промежности.